# 圖坦卡門面具
圖坦卡蒙面具，是古埃及第十八王朝的法老圖坦卡蒙（公元前1334-1325年在位）的金色面具。它於1925年由英國考古學家霍華德·卡特在帝王谷的KV62墓中發現，現收藏於開羅的埃及博物館 。圖坦卡蒙面具是世界上最著名的藝術品之一，也是古埃及的象徵，在古埃及展覽中最受歡迎的作品之一。
圖坦卡蒙面具具有埃及死后生命之神俄西里斯的面容，高54厘米（1.8英尺），重量超過10 公斤（22 磅）或 321.5金衡盎司，並飾有半寶石。一個來自《死者之書》的古老咒語以圣书体刻在面具的肩膀上。其2.5公斤（5.5磅）的辮狀鬍鬚在2014年脫落，在被博物館工作人員匆忙粘上後，於2015年進行正式的修復。
根據埃及古物學家尼古拉斯·里夫斯的說法，這個面具「不僅是圖坦卡蒙陵墓的典型形象，它可能是古埃及本身最著名的物品」。自2001年以來，一些埃及古物學家認為它最初可能是為妮斐妮斐魯阿吞女王準備的。

## 發現
圖坦卡蒙的墓室於1922年在帝王谷的底比斯墓地被發現，並於1923年開放。在英國考古學家霍華德·卡特領導的挖掘小組能夠打開包含圖坦卡蒙的沉重石棺之前仍有兩年時間。最終木乃伊於1925年10月28日被發現，卡特一行人打開了三個棺材中最裡面的一個後，發現了自3,250年來第一次看到的金色面具。卡特在日記中寫道：
移去銷釘，抬起蓋子。倒數第二個場景被揭開——一具包裹得很整齊的年輕國王木乃伊，帶著悲傷而寧靜的金色面具，象徵著俄西里斯……面具帶有神的屬性，但又像圖坦卡門平靜而美麗，與我們在雕像和棺材上發現的特徵相同。面具微微後退，目光直視蒼穹。
1925年12月，黃金面具從墳墓中取出並置放在板條箱，運送至635公里（395 英里）遠的開羅埃及博物館，向公開展出。

## 說明
黃金面具高54厘米（21英寸），寬39.3厘米（15.5英寸），深49厘米（19英寸）。它由兩層高細度金所製成，厚度從1.5到3毫米（約0.059到 0.118英寸）不等，重量為10.23千克（22.6 磅）。在2007年進行的X射线晶体学顯示，面罩主要由銅合金23克拉金製成，以進行塑造面具的冷加工除理。面罩表面覆蓋有兩種不同金合金的薄層（約30納米）：面部和頸部較輕約18.4克拉金，其他部分則為22.5克拉金。
黃金面具的臉型代表了法老的標準形象，挖掘機在墳墓的其他地方發現了同樣的形象，特別是在守衛雕像中。面具戴著專屬法老佩戴的尼美斯頭巾，並戴著瓦吉特和奈赫贝特的皇家徽章，分別象徵著圖坦卡蒙對上下埃及的統治。耳朵被刺穿以固定耳環，不過在幾乎所有保存的古埃及藝術作品中，這一特徵似乎都是為王后和孩子而保留的。埃及前文物部長、埃及古物學家札希·哈瓦斯則新聞網站Al-Monitor道：「關於打耳洞的說法是沒有根據的，因為十八王朝的統治者在統治時期都戴著耳環。」
面具鑲嵌有彩色玻璃和寶石，包括青金石（眼睛周圍和眉毛）、石英（眼睛）、黑曜岩（瞳孔）、紅玉髓、天河石、綠松石和彩陶。

### 鬍鬚
當圖坦卡門面具在1925年被發現時，同時也發現面具裝設有2.5公斤（5.5 磅）的細金鬍鬚，鑲嵌著藍色玻璃， 使其具有編織效果，儘管發現時鬍鬚早已與面具分離，但後1944年則被修復並重新連接面具。
2014年8月，當面具從陳列櫃中取出清洗時意外弄斷鬍鬚脫落。負責的博物館工作人員沒有按照程序修繕文物，而是使用快乾樹脂試圖修復它，因手法拙劣粗糙，最終使鬍鬚偏離中心軸的位置。該面具的損壞在2015年1月發現後，隨後交由一批德國-埃及團隊修復，他們使用蜂蠟重新將鬍鬚連接到與面具一致的位置，蜂蠟是古埃及人使用的一種天然材料。
2016年1月，埃及博物館宣布旗下8名員工因無視科學和專業的修復方法並造成面具永久性損壞，而被罰款並面臨紀律處分。罪名為怠忽職守、違反職業道德。此外博物館的前任館長和修復的前任館長都面臨紀律處分。

### 面具背面

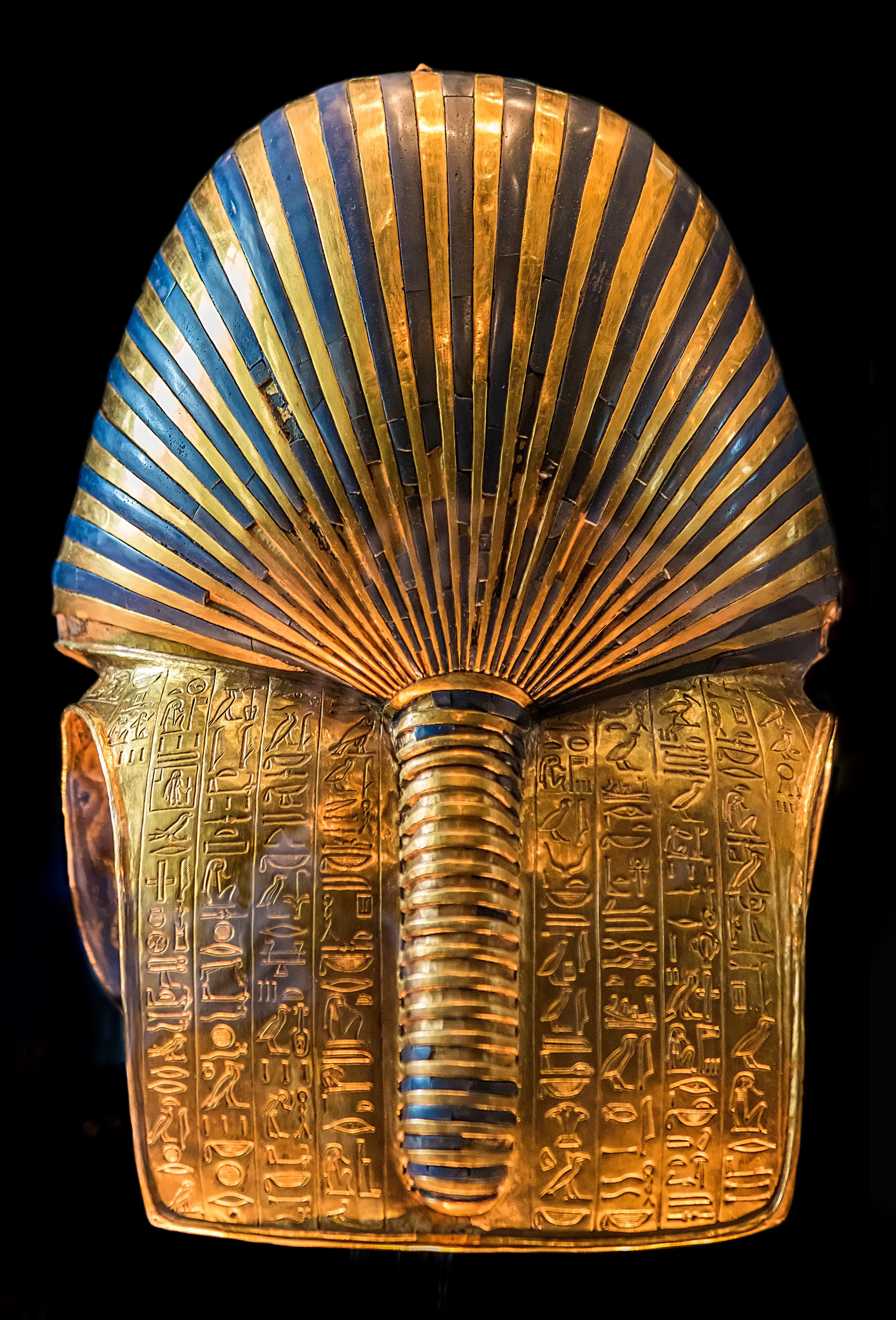
面具背面

面具背部和肩膀上以十條垂直線和兩條水平線中，刻有以圣书体撰寫的保護咒語。該咒語最早出現在中王國時期的面具上，比圖坦卡蒙早500年，並在《死者之書》的第 151 章中使用。
你的右眼是（太陽神的）的的駁船，你的左眼是白晝的的駁船，你的眉毛是（那些）九柱神，你的額頭是（那）阿努比斯的，你的後頸脖子是荷魯斯的，你的頭髮是卜塔和塞克的。（你是）在俄西里斯（圖坦卡蒙）面前。他感謝你，你引導他走上正確的道路，你為他打擊了塞斯的同盟者，以便他可以在王子的偉大城堡中推翻你的敵人，上埃及國王Nebkheperure [圖坦卡蒙的王位名稱]，已故，由拉賦予生命。
俄西里斯是來世的埃及神。古埃及人認為，以俄西里斯的形象保存下來的國王將會統治死者王國。然而他從未完全取代更古老的太陽崇拜，死去的國王複活為太陽神拉，其身體會由黃金和青金石製成的信仰。這種新舊信仰的融合導致圖坦卡蒙的石棺和墳墓內混合了各種標誌。

### 珠子項鍊
雖然它通常在面具展示時被移除，但圖坦卡門面具實際擁有一條由金色和藍色彩陶圓珠組成的三串項鍊，帶有莲末端和聖蛇烏賴烏斯的標誌。

### 可能的更改或重複使用
圖坦卡蒙墓中的一些物品被認為並非由圖坦卡蒙所使用，而是位最初在他之前短暫統治的兩個法老中的任何一位製作的，包括妮斐妮斐魯阿吞女王，或是娜芙蒂蒂和斯門卡瑞。埃及古物學家尼古拉斯·里夫斯認為面具打耳洞的特徵，表明這個面具可能是為一位女法老準備的，而妮斐妮斐魯阿吞女王就是其中最可能的人選，此外面部底層合金（23.2 克拉）的成分略有不同，表明它是獨立於面具的其餘部分（23.5 克拉合金）製成的；並且面具上的圓形裝飾顯示出從妮斐妮斐魯阿吞女王的名字變成圖坦卡蒙名字的跡象。
里夫斯辯稱，面具的頭巾、項圈和耳朵是為妮斐妮斐魯阿吞女王製作的，但後來添加了作為單獨金屬片製作，並以圖坦卡蒙或是其他描繪相匹配的臉以取代了原來的臉型，然而在2015年進行修復的金屬保護專家克里斯蒂安·埃克曼(Christian Eckmann) 表示，沒有跡象表明面具的面部是由不同於其他部分的黃金組成，也沒有跡象表明面具已經改變。

## 圖片

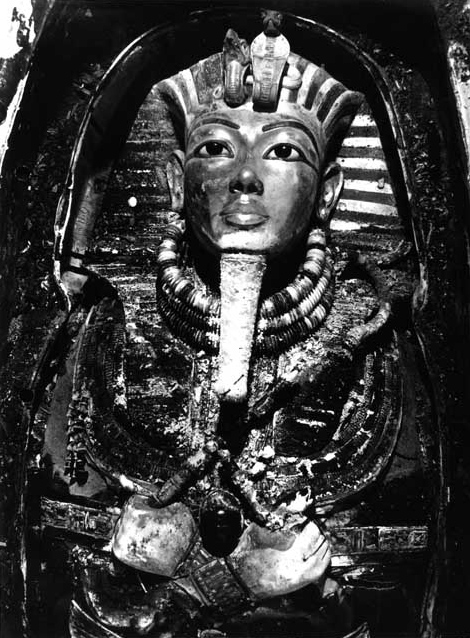
1925年的圖坦卡門面具
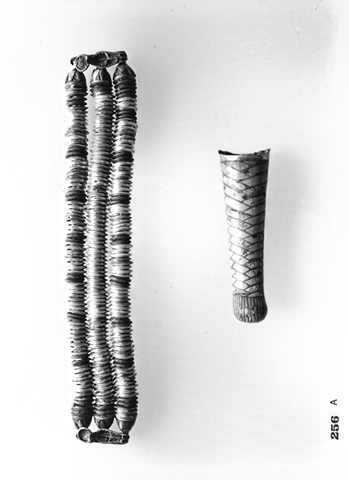
珠項鍊和鬍鬚
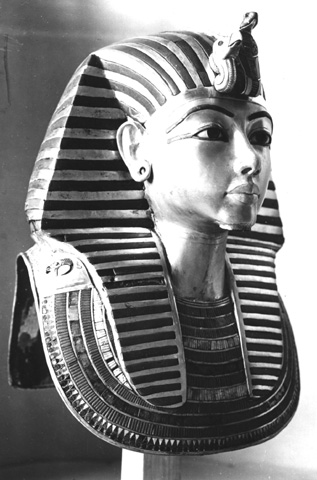
沒有鬍子的面具

## 另見
- 圖坦卡蒙墓中的文物展覽（英语：Exhibitions of artifacts from the tomb of Tutankhamun）

### 書目
- Reeves, Nicholas. . Oppenheim, Adela; Goelet, Ogden  (编).  19. Egyptological Seminar of New York. 2015  [2022-07-14]. ISBN 978-0-9816-1202-7. （原始内容存档于2021-08-11）.

## 外部連結
- Howard Carter's diaries （页面存档备份，存于） at the Griffith Institute